# Chiesa di San Michele Arcangelo (Palermo)
La chiesa di San Michele Arcangelo o chiesa di San Michele de' Indulciis, è luogo di culto edificato sulla medievale chiesa di Santa Maria la Grotta. Appartenente all'aggregato monumentale della Compagnia di Gesù di Casa Professa ubicato nel centro storico di Palermo nel mandamento di Palazzo Reale o Albergaria, quartiere Ballarò. Odierna dipendenza della Biblioteca comunale di Casa Professa.

## Storia

### Epoca imperiale - bizantino - araba
Nell'area sussiste una fitta rete di grotte ove in epoca imperiale trovarono rifugio e protezione i primi fedeli palermitani per sfuggire alle persecuzioni dei tiranni.
In epoca araba in molti di questi ambienti ipogei furono ricavati bagni termali o adibiti a sepolture di cadaveri.

### Epoca normanna
Con l'avvento dei normanni in questa parte dell'insediamento cittadino lambita dall'insenatura meridionale del porto sono documentati i cantieri navali.
Il tempio è esistente secondo gli studi e le ricerche del trapanese Bernardo Riera.
Da atti notarili del 1149 si evince che Crisando, chierico di Ruggero II di Sicilia, eleva la Cappella di Sant'Anna.

### Epoca sveva
Un testamento del 1264 e il relativo transunto del 1269 rivela la denominazione di San Michele de indulciis. Un successivo atto notarile rafforza l'uso del medesimo appellativo.

### Epoca aragonese
Nel 1306 è documentata la fondazione della Confraternita di San Michele de' Indulciis, sodalizio abolito nel 1800.

### Epoca spagnola
Si era a conoscenza di un affresco raffigurante la Vergine. Un artefatto ripristino delle pitture alimentò la credenza popolare della lacrimazione, al punto d'incuriosire e invogliare l'arcivescovo Giovanni Paternò (1489 - 1511) ad effettuare una ricognizione personale. Scoperta la truffa volta a trafugare le consistenti offerte, l'alto prelato dispose la rimozione delle immagini e la chiusura dei locali preposti.
Per questo edificio è documentata la commissione da parte della Confraternita di San Michele de' Indulciis ad Antonello Gagini per la realizzazione di una statua marmorea raffigurante San Michele Arcangelo del 1513. Proveniente da questa chiesa la statua lignea del medesimo arcangelo scolpita dal trapanese Antonino Rallo nel 1684, manufatto oggi documentato presso la chiesa di San Francesco Saverio.

### Epoca austriaco - borbonica
Il canonico Antonino Mongitore il 28 giugno 1718 effettuò una visita dei locali ipogei accedendo da una porticina posta dietro l'altare dei Santi Arcangeli, ambiente contiguo all'altare maggiore lato cornu evangelii. L'ispezione rivelò tracce di affreschi parietali rimossi per scalpellatura, permise inoltre di ricostruire gli eventi che avevano determinato la distruzione dei manufatti, in gran parte artefatti. Nel contesto furono censite nicchie, otto piccole cappellette, ossa umane, sepolture in corrispondenza della Cappella del Crocifisso. Le cripte erano adiacenti alle mura della città accanto al braccio destro del primitivo porto della città.
Nel 1800 il tempio fu aggregato alla chiesa dell'Ospedale Grande e Nuovo. I Rettori dell'Ospedale permisero ai membri della Congregazione dei Preti di San Carlo Borromeo, di riunirsi in questo tempio per gli esercizi spirituali. Gli accoliti commissionarono un quadro di detto santo.
Con l'espulsione dei Gesuiti dal Regno le strutture furono destinate a sede della Pubblica Libreria del Senato.

### Epoca contemporanea
Un primo intervento conservativo è stato avviato nel settembre 1997 ed ultimato nel giugno 2005.

Un secondo intervento di restauro è stato avviato nel 2009 ed ultimato nel dicembre 2016.
Con gli ultimi due cicli di restauri nelle strutture della Biblioteca sono state rinvenute delle preesistenze archeologiche.

## Interno
Struttura con impianto basilicale trecentesco, atrio scoperto, portale rococò all'ingresso principale rivolto ad occidente, interno ripartito in tre navate per mezzo di 14 colonne, 12 archi, 7 altari, con abside semicircolare e il maggiore nel cappellone. Costruzione ripetutamente sottoposta a modifiche, ampliamenti e perfezionamenti nel Cinquecento. Utilizzata come deposito dei libri della Biblioteca comunale.

### Opere
Navata destra:
- Prima campata: Cappella del Santissimo Crocifisso.[13]
  - Nicchia, ambiente con iscrizioni su targhe multilingue: latino, greco, ebraico, arabo.[13]
- Terza campata: Cappella di San Girolamo. Sull'elevazione è documentato il quadro raffigurante San Girolamo, opera dello Zoppo di Ganci.[19]
- Sepolcro del 1550.[9]

Altri manufatti:
- Cappella dell'Epifania. Epifania, trittico attribuito a Filippo Lippi.[19]
- Cappella di Sant'Anna.[6]
- Cappella dei Sett'Angeli o Cappella dei Santi Arcangeli, ambiente ubicato a sinistra dell'altare maggiore. Attraverso una botola si accede alle catacombe. Santissimi Arcangeli, dipinto.[19]
- XVII secolo, San Girolamo, dipinto, opera documentata dello Zoppo di Ganci.
- 1800c., San Carlo Borromeo, dipinto commissionato dai membri della Congregazione dei Preti di San Carlo Borromeo.[9]

Sopra l'organo Santissimo Crocifisso del Duomo peste 1575 infine donato al tempio.
- 1718, Pavimento, opera non esistente al presente, attività di progettazione della pavimentazione di Francesco Ferrigno.
- Torre.

## Catacombe
Catacombe di San Michele Arcangelo d'epoca paleocristiana.

## Confraternita di San Michele de' Indulciis
- 1306, Fondazione della Confraternita di San Michele de' Indulciis. 160
- 1800, Abolizione del sodalizio. 166